# Ставки (зупинний пункт, Херсонська дирекція Одеської залізниці)
Ставки́ — зупинний пункт Херсонської дирекції залізничних перевезень Одеської залізниці.
Розташований у селі Федорівка Веселинівського району Миколаївської області на лінії Миколаїв — Колосівка між станціями Первенець (10 км) та Зелений Гай (34 км).